# Qianlingula
Genre
Qianlingula est un genre d'araignées aranéomorphes de la famille des Pisauridae.

## Distribution
Les espèces de ce genre sont endémiques de Chine. Elles se rencontrent au Guizhou, au Hunan, au Fujian et à Hainan.

## Liste des espèces
Selon World Spider Catalog (version 17.0, 07/05/2016) :
- Qianlingula bilamellata Zhang, Zhu & Song, 2004
- Qianlingula jiafu Zhang, Zhu & Song, 2004
- Qianlingula turbinata Zhang, Zhu & Song, 2004

## Publication originale
- Zhang, Zhu & Song, 2004 : A review of the Chinese nursery-web spiders (Araneae, Pisauridae). Journal of Arachnology, vol. 32, no 3, p. 353-417 (texte intégral).